# Neolamprologus modestus
Neolamprologus modestus е вид лъчеперка от семейство Цихлиди (Cichlidae).

## Разпространение
Видът е разпространен в Замбия и Танзания.